# Tour d'Allemagne 2022
Le Tour d'Allemagne 2022 est la 36e édition de cette course cycliste par étapes masculine. Il a lieu en Allemagne du 24 août au 28 août 2022. Il se déroule entre Weimar et Stuttgart sur un parcours de 710,7 km et fait partie du calendrier UCI ProSeries 2022 en catégorie 2.Pro.

## Présentation

### Équipes
Vingt équipes sont au départ : quatorze UCI WorldTeams, deux UCI ProTeams, trois équipes continentales et une équipe nationale.
| WorldTeams (14)- AG2R Citroën Team - Bahrain Victorious - Bora-Hansgrohe - EF Education-EasyPost - Ineos Grenadiers - Intermarché-Wanty-Gobert Matériaux - Israel-Premier Tech - Jumbo-Visma - Lotto-Soudal - UAE Team Emirates - Trek-Segafredo - Team DSM - Quick-Step Alpha Vinyl - Movistar Team ProTeams (2)- Alpecin-Deceuninck - B&B Hotels-KTM Équipes continentales (3)- Lotto-Kern Haus - Saris Rouvy Sauerland Team - Dauner-AKKON Équipe nationale- Allemagne |
| |

## Étapes
| Étape     | Date    | Villes étapes                      | type                      | Distance (km) | Vainqueur d'étape  | Leader du classement général |
| --------- | ------- | ---------------------------------- | ------------------------- | ------------- | ------------------ | ---------------------------- |
| Prologue  | 24 août | Weimar – Weimar                    | prologue                  | 2,7           | Filippo Ganna      | Filippo Ganna                |
| 1re étape | 25 août | Weimar – Meiningen                 | étape vallonnée           | 171,7         | Caleb Ewan         | Filippo Ganna                |
| 2e étape  | 26 août | Meiningen – Marbourg               | étape vallonnée           | 200,7         | Alexander Kristoff | Alberto Bettiol              |
| 3e étape  | 27 août | Fribourg-en-Brisgau – Schauinsland | étape de moyenne montagne | 148,9         | Adam Yates         | Adam Yates                   |
| 4e étape  | 28 août | Schiltach – Stuttgart              | étape vallonnée           | 186,6         | Pello Bilbao       | Adam Yates                   |

## Déroulement de la course

### Prologue
| \| Classement de l'étape \| Classement de l'étape \| Classement de l'étape \| Classement de l'étape \| Classement de l'étape \| \| Coureur \| Coureur \| Pays \| Équipe \| Temps \| \| --------------------- \| --------------------- \| --------------------- \| ---------------------- \| --------------------- \| \| 1er \| Filippo Ganna \| Italie \| Ineos Grenadiers \| 2 min 56 s \| \| 2e \| Bauke Mollema \| Pays-Bas \| Trek-Segafredo \| + 2 s \| \| 3e \| Nils Politt \| Allemagne \| Bora-Hansgrohe \| + 3 s \| \| 4e \| Mick van Dijke \| Pays-Bas \| Jumbo-Visma \| + 5 s \| \| 5e \| Yves Lampaert \| Belgique \| Quick-Step Alpha Vinyl \| + 5 s \| \| 6e \| Ben Healy \| Irlande \| EF Education-EasyPost \| + 5 s \| \| 7e \| Adam Yates \| Royaume-Uni \| Ineos Grenadiers \| + 6 s \| \| 8e \| Alberto Bettiol \| Italie \| EF Education-EasyPost \| + 6 s \| \| 9e \| Tobias Foss \| Norvège \| Jumbo-Visma \| + 6 s \| \| 10e \| Kim Heiduk \| Allemagne \| Ineos Grenadiers \| + 6 s \| |                 |             |                        |            |
| |                 |             |                        |            |
| Source : ProCyclingStats |                 |             |                        |            |
| Classement de l'étape |                 |             |                        |            |
| Coureur | Coureur         | Pays        | Équipe                 | Temps      |
| 1er | Filippo Ganna   | Italie      | Ineos Grenadiers       | 2 min 56 s |
| 2e | Bauke Mollema   | Pays-Bas    | Trek-Segafredo         | + 2 s      |
| 3e | Nils Politt     | Allemagne   | Bora-Hansgrohe         | + 3 s      |
| 4e | Mick van Dijke  | Pays-Bas    | Jumbo-Visma            | + 5 s      |
| 5e | Yves Lampaert   | Belgique    | Quick-Step Alpha Vinyl | + 5 s      |
| 6e | Ben Healy       | Irlande     | EF Education-EasyPost  | + 5 s      |
| 7e | Adam Yates      | Royaume-Uni | Ineos Grenadiers       | + 6 s      |
| 8e | Alberto Bettiol | Italie      | EF Education-EasyPost  | + 6 s      |
| 9e | Tobias Foss     | Norvège     | Jumbo-Visma            | + 6 s      |
| 10e | Kim Heiduk      | Allemagne   | Ineos Grenadiers       | + 6 s      |

| \| Classement général \| Classement général \| Classement général \| Classement général \| Classement général \| \| Coureur \| Coureur \| Pays \| Équipe \| Temps \| \| ------------------ \| ------------------ \| ------------------ \| ---------------------- \| ------------------ \| \| 1er \| Filippo Ganna \| Italie \| Ineos Grenadiers \| 2 min 56 s \| \| 2e \| Bauke Mollema \| Pays-Bas \| Trek-Segafredo \| + 2 s \| \| 3e \| Nils Politt \| Allemagne \| Bora-Hansgrohe \| + 3 s \| \| 4e \| Mick van Dijke \| Pays-Bas \| Jumbo-Visma \| + 5 s \| \| 5e \| Yves Lampaert \| Belgique \| Quick-Step Alpha Vinyl \| + 5 s \| \| 6e \| Ben Healy \| Irlande \| EF Education-EasyPost \| + 5 s \| \| 7e \| Adam Yates \| Royaume-Uni \| Ineos Grenadiers \| + 6 s \| \| 8e \| Alberto Bettiol \| Italie \| EF Education-EasyPost \| + 6 s \| \| 9e \| Tobias Foss \| Norvège \| Jumbo-Visma \| + 6 s \| \| 10e \| Kim Heiduk \| Allemagne \| Ineos Grenadiers \| + 6 s \| |                 |             |                        |            |
| |                 |             |                        |            |
| Source : ProCyclingStats |                 |             |                        |            |
| Classement général |                 |             |                        |            |
| Coureur | Coureur         | Pays        | Équipe                 | Temps      |
| 1er | Filippo Ganna   | Italie      | Ineos Grenadiers       | 2 min 56 s |
| 2e | Bauke Mollema   | Pays-Bas    | Trek-Segafredo         | + 2 s      |
| 3e | Nils Politt     | Allemagne   | Bora-Hansgrohe         | + 3 s      |
| 4e | Mick van Dijke  | Pays-Bas    | Jumbo-Visma            | + 5 s      |
| 5e | Yves Lampaert   | Belgique    | Quick-Step Alpha Vinyl | + 5 s      |
| 6e | Ben Healy       | Irlande     | EF Education-EasyPost  | + 5 s      |
| 7e | Adam Yates      | Royaume-Uni | Ineos Grenadiers       | + 6 s      |
| 8e | Alberto Bettiol | Italie      | EF Education-EasyPost  | + 6 s      |
| 9e | Tobias Foss     | Norvège     | Jumbo-Visma            | + 6 s      |
| 10e | Kim Heiduk      | Allemagne   | Ineos Grenadiers       | + 6 s      |

### 1reétape
| \| Classement de l'étape \| Classement de l'étape \| Classement de l'étape \| Classement de l'étape \| Classement de l'étape \| \| Coureur \| Coureur \| Pays \| Équipe \| Temps \| \| --------------------- \| --------------------- \| --------------------- \| ---------------------------------- \| --------------------- \| \| 1er \| Caleb Ewan \| Australie \| Lotto-Soudal \| 4 h 01 min 54 s \| \| 2e \| Jonathan Milan \| Italie \| Bahrain Victorious \| + 0 s \| \| 3e \| Max Kanter \| Allemagne \| Movistar Team \| + 0 s \| \| 4e \| Felix Groß \| Allemagne \| UAE Team Emirates \| + 0 s \| \| 5e \| Florian Sénéchal \| France \| Quick-Step Alpha Vinyl \| + 0 s \| \| 6e \| Alexander Kristoff \| Norvège \| Intermarché-Wanty-Gobert Matériaux \| + 0 s \| \| 7e \| Jérémy Lecroq \| France \| B&B Hotels-KTM \| + 0 s \| \| 8e \| Tim Torn Teutenberg \| Allemagne \| Leopard Pro Cycling \| + 0 s \| \| 9e \| Lawrence Naesen \| Belgique \| AG2R Citroën Team \| + 0 s \| \| 10e \| Marius Mayrhofer \| Allemagne \| Team DSM \| + 0 s \| |                     |           |                                    |                 |
| |                     |           |                                    |                 |
| Source : ProCyclingStats |                     |           |                                    |                 |
| Classement de l'étape |                     |           |                                    |                 |
| Coureur | Coureur             | Pays      | Équipe                             | Temps           |
| 1er | Caleb Ewan          | Australie | Lotto-Soudal                       | 4 h 01 min 54 s |
| 2e | Jonathan Milan      | Italie    | Bahrain Victorious                 | + 0 s           |
| 3e | Max Kanter          | Allemagne | Movistar Team                      | + 0 s           |
| 4e | Felix Groß          | Allemagne | UAE Team Emirates                  | + 0 s           |
| 5e | Florian Sénéchal    | France    | Quick-Step Alpha Vinyl             | + 0 s           |
| 6e | Alexander Kristoff  | Norvège   | Intermarché-Wanty-Gobert Matériaux | + 0 s           |
| 7e | Jérémy Lecroq       | France    | B&B Hotels-KTM                     | + 0 s           |
| 8e | Tim Torn Teutenberg | Allemagne | Leopard Pro Cycling                | + 0 s           |
| 9e | Lawrence Naesen     | Belgique  | AG2R Citroën Team                  | + 0 s           |
| 10e | Marius Mayrhofer    | Allemagne | Team DSM                           | + 0 s           |

| \| Classement général \| Classement général \| Classement général \| Classement général \| Classement général \| \| Coureur \| Coureur \| Pays \| Équipe \| Temps \| \| ------------------ \| ------------------ \| ------------------ \| ---------------------------- \| ------------------ \| \| 1er \| Filippo Ganna \| Italie \| Ineos Grenadiers \| 4 h 04 min 53 s \| \| 2e \| Bauke Mollema \| Pays-Bas \| Trek-Segafredo \| + 2 s \| \| 3e \| Jonathan Milan \| Italie \| Bahrain Victorious \| + 3 s \| \| 4e \| Nils Politt \| Allemagne \| Bora-Hansgrohe \| + 3 s \| \| 5e \| Mick van Dijke \| Pays-Bas \| Jumbo-Visma \| + 5 s \| \| 6e \| Adam Yates \| Royaume-Uni \| Ineos Grenadiers \| + 6 s \| \| 7e \| Alberto Bettiol \| Italie \| EF Education-EasyPost \| + 6 s \| \| 8e \| Tobias Foss \| Norvège \| Jumbo-Visma \| + 6 s \| \| 9e \| Kim Heiduk \| Allemagne \| Ineos Grenadiers \| + 6 s \| \| 10e \| Lars Boven \| Pays-Bas \| Jumbo-Visma Development Team \| + 7 s \| |                 |             |                              |                 |
| |                 |             |                              |                 |
| Source : ProCyclingStats |                 |             |                              |                 |
| Classement général |                 |             |                              |                 |
| Coureur | Coureur         | Pays        | Équipe                       | Temps           |
| 1er | Filippo Ganna   | Italie      | Ineos Grenadiers             | 4 h 04 min 53 s |
| 2e | Bauke Mollema   | Pays-Bas    | Trek-Segafredo               | + 2 s           |
| 3e | Jonathan Milan  | Italie      | Bahrain Victorious           | + 3 s           |
| 4e | Nils Politt     | Allemagne   | Bora-Hansgrohe               | + 3 s           |
| 5e | Mick van Dijke  | Pays-Bas    | Jumbo-Visma                  | + 5 s           |
| 6e | Adam Yates      | Royaume-Uni | Ineos Grenadiers             | + 6 s           |
| 7e | Alberto Bettiol | Italie      | EF Education-EasyPost        | + 6 s           |
| 8e | Tobias Foss     | Norvège     | Jumbo-Visma                  | + 6 s           |
| 9e | Kim Heiduk      | Allemagne   | Ineos Grenadiers             | + 6 s           |
| 10e | Lars Boven      | Pays-Bas    | Jumbo-Visma Development Team | + 7 s           |

### 2eétape
| \| Classement de l'étape \| Classement de l'étape \| Classement de l'étape \| Classement de l'étape \| Classement de l'étape \| \| Coureur \| Coureur \| Pays \| Équipe \| Temps \| \| --------------------- \| ---------------------- \| --------------------- \| ---------------------------------- \| --------------------- \| \| 1er \| Alexander Kristoff \| Norvège \| Intermarché-Wanty-Gobert Matériaux \| 4 h 57 min 37 s \| \| 2e \| Florian Sénéchal \| France \| Quick-Step Alpha Vinyl \| + 0 s \| \| 3e \| Alberto Bettiol \| Italie \| EF Education-EasyPost \| + 0 s \| \| 4e \| Greg Van Avermaet \| Belgique \| AG2R Citroën Team \| + 0 s \| \| 5e \| Max Kanter \| Allemagne \| Movistar Team \| + 0 s \| \| 6e \| Matthew Holmes \| Royaume-Uni \| Lotto-Soudal \| + 0 s \| \| 7e \| Lilian Calmejane \| France \| AG2R Citroën Team \| + 0 s \| \| 8e \| Patrick Konrad \| Autriche \| Bora-Hansgrohe \| + 0 s \| \| 9e \| Mikkel Norsgaard Bjerg \| Danemark \| UAE Team Emirates \| + 0 s \| \| 10e \| Georg Zimmermann \| Allemagne \| Intermarché-Wanty-Gobert Matériaux \| + 0 s \| |                        |             |                                    |                 |
| |                        |             |                                    |                 |
| Source : ProCyclingStats |                        |             |                                    |                 |
| Classement de l'étape |                        |             |                                    |                 |
| Coureur | Coureur                | Pays        | Équipe                             | Temps           |
| 1er | Alexander Kristoff     | Norvège     | Intermarché-Wanty-Gobert Matériaux | 4 h 57 min 37 s |
| 2e | Florian Sénéchal       | France      | Quick-Step Alpha Vinyl             | + 0 s           |
| 3e | Alberto Bettiol        | Italie      | EF Education-EasyPost              | + 0 s           |
| 4e | Greg Van Avermaet      | Belgique    | AG2R Citroën Team                  | + 0 s           |
| 5e | Max Kanter             | Allemagne   | Movistar Team                      | + 0 s           |
| 6e | Matthew Holmes         | Royaume-Uni | Lotto-Soudal                       | + 0 s           |
| 7e | Lilian Calmejane       | France      | AG2R Citroën Team                  | + 0 s           |
| 8e | Patrick Konrad         | Autriche    | Bora-Hansgrohe                     | + 0 s           |
| 9e | Mikkel Norsgaard Bjerg | Danemark    | UAE Team Emirates                  | + 0 s           |
| 10e | Georg Zimmermann       | Allemagne   | Intermarché-Wanty-Gobert Matériaux | + 0 s           |

| \| Classement général \| Classement général \| Classement général \| Classement général \| Classement général \| \| Coureur \| Coureur \| Pays \| Équipe \| Temps \| \| ------------------ \| ------------------ \| ------------------ \| ---------------------------------- \| ------------------ \| \| 1er \| Alberto Bettiol \| Italie \| EF Education-EasyPost \| 9 h 02 min 27 s \| \| 2e \| Alexander Kristoff \| Norvège \| Intermarché-Wanty-Gobert Matériaux \| + 0 s \| \| 3e \| Filippo Ganna \| Italie \| Ineos Grenadiers \| + 0 s \| \| 4e \| Bauke Mollema \| Pays-Bas \| Trek-Segafredo \| + 2 s \| \| 5e \| Mick van Dijke \| Pays-Bas \| Jumbo-Visma \| + 5 s \| \| 6e \| Adam Yates \| Royaume-Uni \| Ineos Grenadiers \| + 6 s \| \| 7e \| Florian Sénéchal \| France \| Quick-Step Alpha Vinyl \| + 6 s \| \| 8e \| Tobias Foss \| Norvège \| Jumbo-Visma \| + 6 s \| \| 9e \| Lars Boven \| Pays-Bas \| Jumbo-Visma Development Team \| + 7 s \| \| 10e \| Sean Quinn \| États-Unis \| EF Education-EasyPost \| + 7 s \| |                    |             |                                    |                 |
| |                    |             |                                    |                 |
| Source : ProCyclingStats |                    |             |                                    |                 |
| Classement général |                    |             |                                    |                 |
| Coureur | Coureur            | Pays        | Équipe                             | Temps           |
| 1er | Alberto Bettiol    | Italie      | EF Education-EasyPost              | 9 h 02 min 27 s |
| 2e | Alexander Kristoff | Norvège     | Intermarché-Wanty-Gobert Matériaux | + 0 s           |
| 3e | Filippo Ganna      | Italie      | Ineos Grenadiers                   | + 0 s           |
| 4e | Bauke Mollema      | Pays-Bas    | Trek-Segafredo                     | + 2 s           |
| 5e | Mick van Dijke     | Pays-Bas    | Jumbo-Visma                        | + 5 s           |
| 6e | Adam Yates         | Royaume-Uni | Ineos Grenadiers                   | + 6 s           |
| 7e | Florian Sénéchal   | France      | Quick-Step Alpha Vinyl             | + 6 s           |
| 8e | Tobias Foss        | Norvège     | Jumbo-Visma                        | + 6 s           |
| 9e | Lars Boven         | Pays-Bas    | Jumbo-Visma Development Team       | + 7 s           |
| 10e | Sean Quinn         | États-Unis  | EF Education-EasyPost              | + 7 s           |

### 3eétape
| \| Classement de l'étape \| Classement de l'étape \| Classement de l'étape \| Classement de l'étape \| Classement de l'étape \| \| Coureur \| Coureur \| Pays \| Équipe \| Temps \| \| --------------------- \| --------------------- \| --------------------- \| ---------------------------------- \| --------------------- \| \| 1er \| Adam Yates \| Royaume-Uni \| Ineos Grenadiers \| 3 h 41 min 19 s \| \| 2e \| Pello Bilbao \| Espagne \| Bahrain Victorious \| + 19 s \| \| 3e \| Mauri Vansevenant \| Belgique \| Quick-Step Alpha Vinyl \| + 28 s \| \| 4e \| Ruben Guerreiro \| Portugal \| EF Education-EasyPost \| + 28 s \| \| 5e \| Georg Zimmermann \| Allemagne \| Intermarché-Wanty-Gobert Matériaux \| + 29 s \| \| 6e \| James Knox \| Royaume-Uni \| Quick-Step Alpha Vinyl \| + 31 s \| \| 7e \| Mattias Skjelmose \| Danemark \| Trek-Segafredo \| + 33 s \| \| 8e \| Laurens Huys \| Belgique \| Intermarché-Wanty-Gobert Matériaux \| + 34 s \| \| 9e \| Iván Sosa \| Colombie \| Movistar Team \| + 35 s \| \| 10e \| Sylvain Moniquet \| Belgique \| Lotto-Soudal \| + 36 s \| |                   |             |                                    |                 |
| |                   |             |                                    |                 |
| Source : ProCyclingStats |                   |             |                                    |                 |
| Classement de l'étape |                   |             |                                    |                 |
| Coureur | Coureur           | Pays        | Équipe                             | Temps           |
| 1er | Adam Yates        | Royaume-Uni | Ineos Grenadiers                   | 3 h 41 min 19 s |
| 2e | Pello Bilbao      | Espagne     | Bahrain Victorious                 | + 19 s          |
| 3e | Mauri Vansevenant | Belgique    | Quick-Step Alpha Vinyl             | + 28 s          |
| 4e | Ruben Guerreiro   | Portugal    | EF Education-EasyPost              | + 28 s          |
| 5e | Georg Zimmermann  | Allemagne   | Intermarché-Wanty-Gobert Matériaux | + 29 s          |
| 6e | James Knox        | Royaume-Uni | Quick-Step Alpha Vinyl             | + 31 s          |
| 7e | Mattias Skjelmose | Danemark    | Trek-Segafredo                     | + 33 s          |
| 8e | Laurens Huys      | Belgique    | Intermarché-Wanty-Gobert Matériaux | + 34 s          |
| 9e | Iván Sosa         | Colombie    | Movistar Team                      | + 35 s          |
| 10e | Sylvain Moniquet  | Belgique    | Lotto-Soudal                       | + 36 s          |

| \| Classement général \| Classement général \| Classement général \| Classement général \| Classement général \| \| Coureur \| Coureur \| Pays \| Équipe \| Temps \| \| ------------------ \| ------------------ \| ------------------ \| ---------------------------------- \| ------------------ \| \| 1er \| Adam Yates \| Royaume-Uni \| Ineos Grenadiers \| 12 h 43 min 39 s \| \| 2e \| Pello Bilbao \| Espagne \| Bahrain Victorious \| + 30 s \| \| 3e \| Mauri Vansevenant \| Belgique \| Quick-Step Alpha Vinyl \| + 48 s \| \| 4e \| Mattias Skjelmose \| Danemark \| Trek-Segafredo \| + 48 s \| \| 5e \| Georg Zimmermann \| Allemagne \| Intermarché-Wanty-Gobert Matériaux \| + 49 s \| \| 6e \| Ruben Guerreiro \| Portugal \| EF Education-EasyPost \| + 51 s \| \| 7e \| James Knox \| Royaume-Uni \| Quick-Step Alpha Vinyl \| + 56 s \| \| 8e \| Sylvain Moniquet \| Belgique \| Lotto-Soudal \| + 56 s \| \| 9e \| Laurens Huys \| Belgique \| Intermarché-Wanty-Gobert Matériaux \| + 1 min 02 s \| \| 10e \| Iván Sosa \| Colombie \| Movistar Team \| + 1 min 06 s \| |                   |             |                                    |                  |
| |                   |             |                                    |                  |
| Source : ProCyclingStats |                   |             |                                    |                  |
| Classement général |                   |             |                                    |                  |
| Coureur | Coureur           | Pays        | Équipe                             | Temps            |
| 1er | Adam Yates        | Royaume-Uni | Ineos Grenadiers                   | 12 h 43 min 39 s |
| 2e | Pello Bilbao      | Espagne     | Bahrain Victorious                 | + 30 s           |
| 3e | Mauri Vansevenant | Belgique    | Quick-Step Alpha Vinyl             | + 48 s           |
| 4e | Mattias Skjelmose | Danemark    | Trek-Segafredo                     | + 48 s           |
| 5e | Georg Zimmermann  | Allemagne   | Intermarché-Wanty-Gobert Matériaux | + 49 s           |
| 6e | Ruben Guerreiro   | Portugal    | EF Education-EasyPost              | + 51 s           |
| 7e | James Knox        | Royaume-Uni | Quick-Step Alpha Vinyl             | + 56 s           |
| 8e | Sylvain Moniquet  | Belgique    | Lotto-Soudal                       | + 56 s           |
| 9e | Laurens Huys      | Belgique    | Intermarché-Wanty-Gobert Matériaux | + 1 min 02 s     |
| 10e | Iván Sosa         | Colombie    | Movistar Team                      | + 1 min 06 s     |

### 4eétape
| \| Classement de l'étape \| Classement de l'étape \| Classement de l'étape \| Classement de l'étape \| Classement de l'étape \| \| Coureur \| Coureur \| Pays \| Équipe \| Temps \| \| --------------------- \| --------------------- \| --------------------- \| ---------------------------------- \| --------------------- \| \| 1er \| Pello Bilbao \| Espagne \| Bahrain Victorious \| 4 h 11 min 19 s \| \| 2e \| Ruben Guerreiro \| Portugal \| EF Education-EasyPost \| + 0 s \| \| 3e \| Georg Zimmermann \| Allemagne \| Intermarché-Wanty-Gobert Matériaux \| + 0 s \| \| 4e \| Sylvain Moniquet \| Belgique \| Lotto-Soudal \| + 0 s \| \| 5e \| Adam Yates \| Royaume-Uni \| Ineos Grenadiers \| + 0 s \| \| 6e \| Davide Formolo \| Italie \| UAE Team Emirates \| + 0 s \| \| 7e \| Alberto Bettiol \| Italie \| EF Education-EasyPost \| + 0 s \| \| 8e \| Mauri Vansevenant \| Belgique \| Quick-Step Alpha Vinyl \| + 0 s \| \| 9e \| James Knox \| Royaume-Uni \| Quick-Step Alpha Vinyl \| + 0 s \| \| 10e \| Hermann Pernsteiner \| Autriche \| Bahrain Victorious \| + 0 s \| |                     |             |                                    |                 |
| |                     |             |                                    |                 |
| Source : ProCyclingStats |                     |             |                                    |                 |
| Classement de l'étape |                     |             |                                    |                 |
| Coureur | Coureur             | Pays        | Équipe                             | Temps           |
| 1er | Pello Bilbao        | Espagne     | Bahrain Victorious                 | 4 h 11 min 19 s |
| 2e | Ruben Guerreiro     | Portugal    | EF Education-EasyPost              | + 0 s           |
| 3e | Georg Zimmermann    | Allemagne   | Intermarché-Wanty-Gobert Matériaux | + 0 s           |
| 4e | Sylvain Moniquet    | Belgique    | Lotto-Soudal                       | + 0 s           |
| 5e | Adam Yates          | Royaume-Uni | Ineos Grenadiers                   | + 0 s           |
| 6e | Davide Formolo      | Italie      | UAE Team Emirates                  | + 0 s           |
| 7e | Alberto Bettiol     | Italie      | EF Education-EasyPost              | + 0 s           |
| 8e | Mauri Vansevenant   | Belgique    | Quick-Step Alpha Vinyl             | + 0 s           |
| 9e | James Knox          | Royaume-Uni | Quick-Step Alpha Vinyl             | + 0 s           |
| 10e | Hermann Pernsteiner | Autriche    | Bahrain Victorious                 | + 0 s           |

## Classements finals

### Classement général final
| \| Classement général \| Classement général \| Classement général \| Classement général \| Classement général \| \| Coureur \| Coureur \| Pays \| Équipe \| Temps \| \| ------------------ \| ------------------ \| ------------------ \| ---------------------------------- \| ------------------ \| \| 1er \| Adam Yates \| Royaume-Uni \| Ineos Grenadiers \| 16 h 54 min 56 s \| \| 2e \| Pello Bilbao \| Espagne \| Bahrain Victorious \| + 22 s \| \| 3e \| Ruben Guerreiro \| Portugal \| EF Education-EasyPost \| + 44 s \| \| 4e \| Georg Zimmermann \| Allemagne \| Intermarché-Wanty-Gobert Matériaux \| + 47 s \| \| 5e \| Mauri Vansevenant \| Belgique \| Quick-Step Alpha Vinyl \| + 49 s \| \| 6e \| James Knox \| Royaume-Uni \| Quick-Step Alpha Vinyl \| + 58 s \| \| 7e \| Sylvain Moniquet \| Belgique \| Lotto-Soudal \| + 58 s \| \| 8e \| Antonio Pedrero \| Espagne \| Movistar Team \| + 1 min 14 s \| \| 9e \| Iván Sosa \| Colombie \| Movistar Team \| + 1 min 36 s \| \| 10e \| Davide Formolo \| Italie \| UAE Team Emirates \| + 1 min 44 s \| |                   |             |                                    |                  |
| |                   |             |                                    |                  |
| Source : ProCyclingStats |                   |             |                                    |                  |
| Classement général |                   |             |                                    |                  |
| Coureur | Coureur           | Pays        | Équipe                             | Temps            |
| 1er | Adam Yates        | Royaume-Uni | Ineos Grenadiers                   | 16 h 54 min 56 s |
| 2e | Pello Bilbao      | Espagne     | Bahrain Victorious                 | + 22 s           |
| 3e | Ruben Guerreiro   | Portugal    | EF Education-EasyPost              | + 44 s           |
| 4e | Georg Zimmermann  | Allemagne   | Intermarché-Wanty-Gobert Matériaux | + 47 s           |
| 5e | Mauri Vansevenant | Belgique    | Quick-Step Alpha Vinyl             | + 49 s           |
| 6e | James Knox        | Royaume-Uni | Quick-Step Alpha Vinyl             | + 58 s           |
| 7e | Sylvain Moniquet  | Belgique    | Lotto-Soudal                       | + 58 s           |
| 8e | Antonio Pedrero   | Espagne     | Movistar Team                      | + 1 min 14 s     |
| 9e | Iván Sosa         | Colombie    | Movistar Team                      | + 1 min 36 s     |
| 10e | Davide Formolo    | Italie      | UAE Team Emirates                  | + 1 min 44 s     |

### Classements annexes
| Classement par points | Classement par points | Classement par points | Classement par points              | Classement par points |
| Coureur               | Coureur               | Pays                  | Équipe                             | Points                |
| --------------------- | --------------------- | --------------------- | ---------------------------------- | --------------------- |
| 1er                   | Pello Bilbao          | Espagne               | Bahrain Victorious                 | 27 pts                |
| 2e                    | Adam Yates            | Royaume-Uni           | Ineos Grenadiers                   | 25 pts                |
| 3e                    | Alexander Kristoff    | Norvège               | Intermarché-Wanty-Gobert Matériaux | 20 pts                |
| 4e                    | Ruben Guerreiro       | Portugal              | EF Education-EasyPost              | 19 pts                |
| 5e                    | Florian Sénéchal      | France                | Quick-Step Alpha Vinyl             | 18 pts                |
| 6e                    | Bauke Mollema         | Pays-Bas              | Trek-Segafredo                     | 17 pts                |
| 7e                    | Michiel Stockman      | Belgique              | Saris Rouvy Sauerland Team         | 16 pts                |
| 8e                    | Georg Zimmermann      | Allemagne             | Intermarché-Wanty-Gobert Matériaux | 16 pts                |
| 9e                    | Alberto Bettiol       | Italie                | EF Education-EasyPost              | 16 pts                |
| 10e                   | Filippo Ganna         | Italie                | Ineos Grenadiers                   | 15 pts                |

| Classement par points | Classement par points | Classement par points | Classement par points              | Classement par points |
| Coureur               | Coureur               | Pays                  | Équipe                             | Points                |
| --------------------- | --------------------- | --------------------- | ---------------------------------- | --------------------- |
| 1er                   | Pello Bilbao          | Espagne               | Bahrain Victorious                 | 27 pts                |
| 2e                    | Adam Yates            | Royaume-Uni           | Ineos Grenadiers                   | 25 pts                |
| 3e                    | Alexander Kristoff    | Norvège               | Intermarché-Wanty-Gobert Matériaux | 20 pts                |
| 4e                    | Ruben Guerreiro       | Portugal              | EF Education-EasyPost              | 19 pts                |
| 5e                    | Florian Sénéchal      | France                | Quick-Step Alpha Vinyl             | 18 pts                |
| 6e                    | Bauke Mollema         | Pays-Bas              | Trek-Segafredo                     | 17 pts                |
| 7e                    | Michiel Stockman      | Belgique              | Saris Rouvy Sauerland Team         | 16 pts                |
| 8e                    | Georg Zimmermann      | Allemagne             | Intermarché-Wanty-Gobert Matériaux | 16 pts                |
| 9e                    | Alberto Bettiol       | Italie                | EF Education-EasyPost              | 16 pts                |
| 10e                   | Filippo Ganna         | Italie                | Ineos Grenadiers                   | 15 pts                |

| Classement de la montagne | Classement de la montagne | Classement de la montagne | Classement de la montagne  | Classement de la montagne |
| Coureur                   | Coureur                   | Pays                      | Équipe                     | Points                    |
| ------------------------- | ------------------------- | ------------------------- | -------------------------- | ------------------------- |
| 1er                       | Jakob Gessner             | Allemagne                 | Team Lotto-Kern Haus       | 18 pts                    |
| 2e                        | Romain Bardet             | France                    | Team DSM                   | 12 pts                    |
| 3e                        | Roman Duckert             | Allemagne                 | Dauner-AKKON               | 7 pts                     |
| 4e                        | Frederik Rassmann         | Allemagne                 | Dauner-AKKON               | 6 pts                     |
| 5e                        | Pello Bilbao              | Espagne                   | Bahrain Victorious         | 6 pts                     |
| 6e                        | Michiel Stockman          | Belgique                  | Saris Rouvy Sauerland Team | 6 pts                     |
| 7e                        | Adam Yates                | Royaume-Uni               | Ineos Grenadiers           | 5 pts                     |
| 8e                        | Jan Hugger                | Allemagne                 | Team Lotto-Kern Haus       | 5 pts                     |
| 9e                        | Mauri Vansevenant         | Belgique                  | Quick-Step Alpha Vinyl     | 4 pts                     |
| 10e                       | Mick van Dijke            | Pays-Bas                  | Jumbo-Visma                | 4 pts                     |

| Classement de la montagne | Classement de la montagne | Classement de la montagne | Classement de la montagne  | Classement de la montagne |
| Coureur                   | Coureur                   | Pays                      | Équipe                     | Points                    |
| ------------------------- | ------------------------- | ------------------------- | -------------------------- | ------------------------- |
| 1er                       | Jakob Gessner             | Allemagne                 | Team Lotto-Kern Haus       | 18 pts                    |
| 2e                        | Romain Bardet             | France                    | Team DSM                   | 12 pts                    |
| 3e                        | Roman Duckert             | Allemagne                 | Dauner-AKKON               | 7 pts                     |
| 4e                        | Frederik Rassmann         | Allemagne                 | Dauner-AKKON               | 6 pts                     |
| 5e                        | Pello Bilbao              | Espagne                   | Bahrain Victorious         | 6 pts                     |
| 6e                        | Michiel Stockman          | Belgique                  | Saris Rouvy Sauerland Team | 6 pts                     |
| 7e                        | Adam Yates                | Royaume-Uni               | Ineos Grenadiers           | 5 pts                     |
| 8e                        | Jan Hugger                | Allemagne                 | Team Lotto-Kern Haus       | 5 pts                     |
| 9e                        | Mauri Vansevenant         | Belgique                  | Quick-Step Alpha Vinyl     | 4 pts                     |
| 10e                       | Mick van Dijke            | Pays-Bas                  | Jumbo-Visma                | 4 pts                     |

| Classement du meilleur jeune | Classement du meilleur jeune | Classement du meilleur jeune | Classement du meilleur jeune       | Classement du meilleur jeune |
| Coureur                      | Coureur                      | Pays                         | Équipe                             | Temps                        |
| ---------------------------- | ---------------------------- | ---------------------------- | ---------------------------------- | ---------------------------- |
| 1er                          | Georg Zimmermann             | Allemagne                    | Intermarché-Wanty-Gobert Matériaux | 16 h 55 min 43 s             |
| 2e                           | Mauri Vansevenant            | Belgique                     | Quick-Step Alpha Vinyl             | + 2 s                        |
| 3e                           | Sylvain Moniquet             | Belgique                     | Lotto-Soudal                       | + 11 s                       |
| 4e                           | Iván Sosa                    | Colombie                     | Movistar Team                      | + 49 s                       |
| 5e                           | Gijs Leemreize               | Pays-Bas                     | Jumbo-Visma                        | + 2 min 03 s                 |
| 6e                           | Mikkel Norsgaard Bjerg       | Danemark                     | UAE Team Emirates                  | + 2 min 15 s                 |
| 7e                           | Einer Rubio                  | Colombie                     | Movistar Team                      | + 2 min 48 s                 |
| 8e                           | Maxime Chevalier             | France                       | B&B Hotels-KTM                     | + 3 min 14 s                 |
| 9e                           | Barnabás Peák                | Hongrie                      | Intermarché-Wanty-Gobert Matériaux | + 3 min 27 s                 |
| 10e                          | Johannes Adamietz            | Allemagne                    | Saris Rouvy Sauerland Team         | + 3 min 58 s                 |

| Classement du meilleur jeune | Classement du meilleur jeune | Classement du meilleur jeune | Classement du meilleur jeune       | Classement du meilleur jeune |
| Coureur                      | Coureur                      | Pays                         | Équipe                             | Temps                        |
| ---------------------------- | ---------------------------- | ---------------------------- | ---------------------------------- | ---------------------------- |
| 1er                          | Georg Zimmermann             | Allemagne                    | Intermarché-Wanty-Gobert Matériaux | 16 h 55 min 43 s             |
| 2e                           | Mauri Vansevenant            | Belgique                     | Quick-Step Alpha Vinyl             | + 2 s                        |
| 3e                           | Sylvain Moniquet             | Belgique                     | Lotto-Soudal                       | + 11 s                       |
| 4e                           | Iván Sosa                    | Colombie                     | Movistar Team                      | + 49 s                       |
| 5e                           | Gijs Leemreize               | Pays-Bas                     | Jumbo-Visma                        | + 2 min 03 s                 |
| 6e                           | Mikkel Norsgaard Bjerg       | Danemark                     | UAE Team Emirates                  | + 2 min 15 s                 |
| 7e                           | Einer Rubio                  | Colombie                     | Movistar Team                      | + 2 min 48 s                 |
| 8e                           | Maxime Chevalier             | France                       | B&B Hotels-KTM                     | + 3 min 14 s                 |
| 9e                           | Barnabás Peák                | Hongrie                      | Intermarché-Wanty-Gobert Matériaux | + 3 min 27 s                 |
| 10e                          | Johannes Adamietz            | Allemagne                    | Saris Rouvy Sauerland Team         | + 3 min 58 s                 |

| Classement par équipes | Classement par équipes             | Classement par équipes | Classement par équipes |
| Équipe                 | Équipe                             | Pays                   | Temps                  |
| ---------------------- | ---------------------------------- | ---------------------- | ---------------------- |
| 1re                    | Movistar Team                      | Espagne                | 50 h 50 min 49 s       |
| 2e                     | Intermarché-Wanty-Gobert Matériaux | Belgique               | + 23 s                 |
| 3e                     | EF Education-EasyPost              | États-Unis             | + 56 s                 |
| 4e                     | UAE Team Emirates                  | Émirats arabes unis    | + 1 min 26 s           |
| 5e                     | Jumbo-Visma                        | Pays-Bas               | + 7 min 35 s           |

| Classement par équipes | Classement par équipes             | Classement par équipes | Classement par équipes |
| Équipe                 | Équipe                             | Pays                   | Temps                  |
| ---------------------- | ---------------------------------- | ---------------------- | ---------------------- |
| 1re                    | Movistar Team                      | Espagne                | 50 h 50 min 49 s       |
| 2e                     | Intermarché-Wanty-Gobert Matériaux | Belgique               | + 23 s                 |
| 3e                     | EF Education-EasyPost              | États-Unis             | + 56 s                 |
| 4e                     | UAE Team Emirates                  | Émirats arabes unis    | + 1 min 26 s           |
| 5e                     | Jumbo-Visma                        | Pays-Bas               | + 7 min 35 s           |

## Évolution des classements
| Étape              | Vainqueur          | Classement général | Classement par points | Classement de la montagne | Classement du meilleur jeune | Classement par équipes |
| ------------------ | ------------------ | ------------------ | --------------------- | ------------------------- | ---------------------------- | ---------------------- |
| Prol.              | Filippo Ganna      | Filippo Ganna      | Filippo Ganna         | Olav Kooij                | Mick van Dijke               | Ineos Grenadiers       |
| 1                  | Caleb Ewan         | Filippo Ganna      | Filippo Ganna         | Jakob Geßner              | Jonathan Milan               | EF Education-EasyPost  |
| 2                  | Alexander Kristoff | Alberto Bettiol    | Alexander Kristoff    | Jakob Geßner              | Mick van Dijke               | EF Education-EasyPost  |
| 3                  | Adam Yates         | Adam Yates         | Alexander Kristoff    | Jakob Geßner              | Mattias Skjelmose            | Movistar               |
| 4                  | Pello Bilbao       | Adam Yates         | Pello Bilbao          | Jakob Geßner              | Georg Zimmermann             | Movistar               |
| Classements finals | Classements finals | Adam Yates         | Pello Bilbao          | Jakob Geßner              | Georg Zimmermann             | Movistar               |

## Liste des participants
| Bora-Hansgrohe BOH | Bora-Hansgrohe BOH        | Bora-Hansgrohe BOH |
| ------------------ | ------------------------- | ------------------ |
| Num                | Coureur                   | Pos                |
| 1                  | Nils Politt (GER)         | 36e                |
| 2                  | Emanuel Buchmann (GER)    | 16e                |
| 3                  | Felix Großschartner (AUT) | 54e                |
| 4                  | Marco Haller (AUT)        | 88e                |
| 5                  | Patrick Konrad (AUT)      | 19e                |
| 6                  | Anton Palzer (GER)        | 73e                |

| Intermarché-Wanty-Gobert Matériaux IWG | Intermarché-Wanty-Gobert Matériaux IWG | Intermarché-Wanty-Gobert Matériaux IWG |
| -------------------------------------- | -------------------------------------- | -------------------------------------- |
| Num                                    | Coureur                                | Pos                                    |
| 11                                     | Alexander Kristoff (NOR)               | 60e                                    |
| 12                                     | Sven Erik Bystrøm (NOR)                | 25e                                    |
| 13                                     | Théo Delacroix (FRA)                   | 47e                                    |
| 14                                     | Laurens Huys (BEL)                     | 32e                                    |
| 15                                     | Barnabás Peák (HUN)                    | 21e                                    |
| 16                                     | Georg Zimmermann (GER)                 | 4e                                     |

| Quick-Step Alpha Vinyl QST | Quick-Step Alpha Vinyl QST | Quick-Step Alpha Vinyl QST |
| -------------------------- | -------------------------- | -------------------------- |
| Num                        | Coureur                    | Pos                        |
| 21                         | Fabio Jakobsen (NED)       | AB-4                       |
| 22                         | James Knox (GBR)           | 6e                         |
| 23                         | Yves Lampaert (BEL)        | 92e                        |
| 24                         | Florian Sénéchal (FRA)     | 76e                        |
| 25                         | Stan Van Tricht (BEL)      | 53e                        |
| 26                         | Mauri Vansevenant (BEL)    | 5e                         |

| Ineos Grenadiers IGD | Ineos Grenadiers IGD  | Ineos Grenadiers IGD |
| -------------------- | --------------------- | -------------------- |
| Num                  | Coureur               | Pos                  |
| 31                   | Adam Yates (GBR)      | 1er                  |
| 32                   | Egan Bernal (COL)     | AB-4                 |
| 33                   | Laurens De Plus (BEL) | AB-4                 |
| 34                   | Filippo Ganna (ITA)   | 44e                  |
| 35                   | Kim Heiduk (GER)      | 85e                  |
| 36                   | Ben Tulett (GBR)      | 55e                  |

| Team DSM DSM | Team DSM DSM           | Team DSM DSM |
| ------------ | ---------------------- | ------------ |
| Num          | Coureur                | Pos          |
| 41           | Romain Bardet (FRA)    | 33e          |
| 42           | Nico Denz (GER)        | 78e          |
| 43           | Marius Mayrhofer (GER) | AB-4         |
| 44           | Tim Naberman (NED)     | 99e          |
| 45           | Florian Stork (GER)    | 46e          |
| 46           | Sam Welsford (AUS)     | 97e          |

| Israel-Premier Tech IPT | Israel-Premier Tech IPT | Israel-Premier Tech IPT |
| ----------------------- | ----------------------- | ----------------------- |
| Num                     | Coureur                 | Pos                     |
| 51                      | James Piccoli (CAN)     | 43e                     |
| 52                      | Sebastian Berwick (AUS) | AB-1                    |
| 53                      | Edo Goldstein (ISR)     | 57e                     |
| 54                      | Reto Hollenstein (SUI)  | 59e                     |
| 55                      | Guy Niv (ISR)           | 75e                     |
| 56                      | Oded Kogut (ISR)        | 98e                     |

| Bahrain Victorious TBV | Bahrain Victorious TBV    | Bahrain Victorious TBV |
| ---------------------- | ------------------------- | ---------------------- |
| Num                    | Coureur                   | Pos                    |
| 61                     | Pello Bilbao (ESP)        | 2e                     |
| 62                     | Phil Bauhaus (GER)        | NP-0                   |
| 63                     | Heinrich Haussler (AUS)   | 66e                    |
| 64                     | Filip Maciejuk (POL)      | 62e                    |
| 65                     | Jonathan Milan (ITA)      | 84e                    |
| 66                     | Hermann Pernsteiner (AUT) | 13e                    |

| Lotto-Soudal LTS | Lotto-Soudal LTS                  | Lotto-Soudal LTS |
| ---------------- | --------------------------------- | ---------------- |
| Num              | Coureur                           | Pos              |
| 71               | Caleb Ewan (AUS)                  | AB-4             |
| 72               | Matthew Holmes (GBR)              | 29e              |
| 73               | Reinardt Janse van Rensburg (RSA) | AB-4             |
| 74               | Roger Kluge (GER)                 | AB-4             |
| 75               | Sylvain Moniquet (BEL)            | 7e               |
| 76               | Harm Vanhoucke (BEL)              | AB-4             |

| Alpecin-Deceuninck AFC | Alpecin-Deceuninck AFC    | Alpecin-Deceuninck AFC |
| ---------------------- | ------------------------- | ---------------------- |
| Num                    | Coureur                   | Pos                    |
| 81                     | Maurice Ballerstedt (GER) | 80e                    |
| 82                     | Tobias Bayer (AUT)        | 56e                    |
| 83                     | Alexander Krieger (GER)   | 68e                    |
| 84                     | Jakub Mareczko (ITA)      | HD-1                   |
| 85                     | Scott Thwaites (GBR)      | 65e                    |
| 86                     | Henri Uhlig (GER)         | 74e                    |

| UAE Team Emirates UAD | UAE Team Emirates UAD        | UAE Team Emirates UAD |
| --------------------- | ---------------------------- | --------------------- |
| Num                   | Coureur                      | Pos                   |
| 91                    | Fernando Gaviria (COL)       | AB-2                  |
| 92                    | George Bennett (NZL)         | 15e                   |
| 93                    | Mikkel Norsgaard Bjerg (DEN) | 17e                   |
| 94                    | Alessandro Covi (ITA)        | 67e                   |
| 95                    | Davide Formolo (ITA)         | 10e                   |
| 96                    | Felix Groß (GER)             | 87e                   |

| Allemagne GER | Allemagne GER       | Allemagne GER |
| ------------- | ------------------- | ------------- |
| Num           | Coureur             | Pos           |
| 101           | Simon Geschke       | 27e           |
| 102           | Pirmin Benz         | 79e           |
| 103           | Moritz Kretschy     | 91e           |
| 104           | Jannis Peter        | 30e           |
| 105           | Jonas Rapp          | 58e           |
| 106           | Tim Torn Teutenberg | 72e           |

| AG2R Citroën Team ACT | AG2R Citroën Team ACT   | AG2R Citroën Team ACT |
| --------------------- | ----------------------- | --------------------- |
| Num                   | Coureur                 | Pos                   |
| 111                   | Greg Van Avermaet (BEL) | 41e                   |
| 112                   | Clément Berthet (FRA)   | 23e                   |
| 113                   | Geoffrey Bouchard (FRA) | 12e                   |
| 114                   | Lilian Calmejane (FRA)  | 37e                   |
| 115                   | Lawrence Naesen (BEL)   | 71e                   |
| 116                   | Michael Schär (SUI)     | 28e                   |

| Trek-Segafredo TFS | Trek-Segafredo TFS            | Trek-Segafredo TFS |
| ------------------ | ----------------------------- | ------------------ |
| Num                | Coureur                       | Pos                |
| 121                | Bauke Mollema (NED)           | 26e                |
| 122                | Tony Gallopin (FRA)           | AB-4               |
| 123                | Amanuel Ghebreigzabhier (ERI) | 96e                |
| 124                | Asbjørn Hellemose (DEN)       | 45e                |
| 125                | Mattias Skjelmose (DEN)       | AB-4               |
| 126                | Simon Pellaud (SUI)           | 69e                |

| EF Education-EasyPost EFE | EF Education-EasyPost EFE  | EF Education-EasyPost EFE |
| ------------------------- | -------------------------- | ------------------------- |
| Num                       | Coureur                    | Pos                       |
| 131                       | Alberto Bettiol (ITA)      | 11e                       |
| 132                       | Ruben Guerreiro (POR)      | 3e                        |
| 133                       | Odd Christian Eiking (NOR) | 39e                       |
| 134                       | Ben Healy (IRL)            | 50e                       |
| 135                       | Sean Quinn (USA)           | AB-4                      |
| 136                       | Jonas Rutsch (GER)         | 63e                       |

| B&B Hotels-KTM BBK | B&B Hotels-KTM BBK          | B&B Hotels-KTM BBK |
| ------------------ | --------------------------- | ------------------ |
| Num                | Coureur                     | Pos                |
| 141                | Sebastian Schönberger (AUT) | 34e                |
| 142                | Alan Boileau (FRA)          | 24e                |
| 143                | Maxime Chevalier (FRA)      | 20e                |
| 144                | Miguel Heidemann (GER)      | 48e                |
| 145                | Quentin Jauregui (FRA)      | AB-2               |
| 146                | Jérémy Lecroq (FRA)         | 86e                |

| Movistar Team MOV | Movistar Team MOV                  | Movistar Team MOV |
| ----------------- | ---------------------------------- | ----------------- |
| Num               | Coureur                            | Pos               |
| 151               | Iván Sosa (COL)                    | 9e                |
| 152               | Juri Hollmann (GER)                | NP-4              |
| 153               | Max Kanter (GER)                   | NP-4              |
| 154               | Antonio Pedrero (ESP)              | 8e                |
| 155               | Óscar Rodríguez Garaicoechea (ESP) | 35e               |
| 156               | Einer Rubio (COL)                  | 18e               |

| Jumbo-Visma TJV | Jumbo-Visma TJV          | Jumbo-Visma TJV |
| --------------- | ------------------------ | --------------- |
| Num             | Coureur                  | Pos             |
| 161             | Olav Kooij (NED)         | NP-1            |
| 162             | Lars Boven (NED)         | 42e             |
| 163             | Tobias Foss (NOR)        | 31e             |
| 164             | Gijs Leemreize (NED)     | 14e             |
| 165             | Tosh Van der Sande (BEL) | 51e             |
| 166             | Mick van Dijke (NED)     | 40e             |

| Dauner-AKKON TDA | Dauner-AKKON TDA          | Dauner-AKKON TDA |
| ---------------- | ------------------------- | ---------------- |
| Num              | Coureur                   | Pos              |
| 171              | Frederik Rassmann (GER)   | 83e              |
| 172              | Roman Duckert (GER)       | 61e              |
| 173              | Paul Gehrke (GER)         | AB-4             |
| 174              | Jonas Messerschmidt (GER) | 49e              |
| 175              | Byron Munton (RSA)        | AB-4             |
| 176              | Noé Ury (LUX)             | 90e              |

| Team Lotto-Kern Haus LKH | Team Lotto-Kern Haus LKH | Team Lotto-Kern Haus LKH |
| ------------------------ | ------------------------ | ------------------------ |
| Num                      | Coureur                  | Pos                      |
| 181                      | Jakob Gessner (GER)      | 81e                      |
| 182                      | Jan Hugger (GER)         | 64e                      |
| 183                      | Joshua Huppertz (GER)    | 94e                      |
| 184                      | Marcel Meisen (GER)      | 95e                      |
| 185                      | Alexander Tarlton (GER)  | 38e                      |
| 186                      | Ole Theiler (GER)        | 93e                      |

| Saris Rouvy Sauerland Team SVL | Saris Rouvy Sauerland Team SVL  | Saris Rouvy Sauerland Team SVL |
| ------------------------------ | ------------------------------- | ------------------------------ |
| Num                            | Coureur                         | Pos                            |
| 191                            | Johannes Adamietz (GER)         | 22e                            |
| 192                            | Julian Borresch (GER)           | 77e                            |
| 193                            | Jon Knolle (GER)                | 89e                            |
| 194                            | Per Christian Münstermann (GER) | 82e                            |
| 195                            | Abram Stockman (BEL)            | 52e                            |
| 196                            | Michiel Stockman (BEL)          | 70e                            |

| Bora-Hansgrohe BOH | Bora-Hansgrohe BOH        | Bora-Hansgrohe BOH |
| ------------------ | ------------------------- | ------------------ |
| Num                | Coureur                   | Pos                |
| 1                  | Nils Politt (GER)         | 36e                |
| 2                  | Emanuel Buchmann (GER)    | 16e                |
| 3                  | Felix Großschartner (AUT) | 54e                |
| 4                  | Marco Haller (AUT)        | 88e                |
| 5                  | Patrick Konrad (AUT)      | 19e                |
| 6                  | Anton Palzer (GER)        | 73e                |

| Intermarché-Wanty-Gobert Matériaux IWG | Intermarché-Wanty-Gobert Matériaux IWG | Intermarché-Wanty-Gobert Matériaux IWG |
| -------------------------------------- | -------------------------------------- | -------------------------------------- |
| Num                                    | Coureur                                | Pos                                    |
| 11                                     | Alexander Kristoff (NOR)               | 60e                                    |
| 12                                     | Sven Erik Bystrøm (NOR)                | 25e                                    |
| 13                                     | Théo Delacroix (FRA)                   | 47e                                    |
| 14                                     | Laurens Huys (BEL)                     | 32e                                    |
| 15                                     | Barnabás Peák (HUN)                    | 21e                                    |
| 16                                     | Georg Zimmermann (GER)                 | 4e                                     |

| Quick-Step Alpha Vinyl QST | Quick-Step Alpha Vinyl QST | Quick-Step Alpha Vinyl QST |
| -------------------------- | -------------------------- | -------------------------- |
| Num                        | Coureur                    | Pos                        |
| 21                         | Fabio Jakobsen (NED)       | AB-4                       |
| 22                         | James Knox (GBR)           | 6e                         |
| 23                         | Yves Lampaert (BEL)        | 92e                        |
| 24                         | Florian Sénéchal (FRA)     | 76e                        |
| 25                         | Stan Van Tricht (BEL)      | 53e                        |
| 26                         | Mauri Vansevenant (BEL)    | 5e                         |

| Ineos Grenadiers IGD | Ineos Grenadiers IGD  | Ineos Grenadiers IGD |
| -------------------- | --------------------- | -------------------- |
| Num                  | Coureur               | Pos                  |
| 31                   | Adam Yates (GBR)      | 1er                  |
| 32                   | Egan Bernal (COL)     | AB-4                 |
| 33                   | Laurens De Plus (BEL) | AB-4                 |
| 34                   | Filippo Ganna (ITA)   | 44e                  |
| 35                   | Kim Heiduk (GER)      | 85e                  |
| 36                   | Ben Tulett (GBR)      | 55e                  |

| Team DSM DSM | Team DSM DSM           | Team DSM DSM |
| ------------ | ---------------------- | ------------ |
| Num          | Coureur                | Pos          |
| 41           | Romain Bardet (FRA)    | 33e          |
| 42           | Nico Denz (GER)        | 78e          |
| 43           | Marius Mayrhofer (GER) | AB-4         |
| 44           | Tim Naberman (NED)     | 99e          |
| 45           | Florian Stork (GER)    | 46e          |
| 46           | Sam Welsford (AUS)     | 97e          |

| Israel-Premier Tech IPT | Israel-Premier Tech IPT | Israel-Premier Tech IPT |
| ----------------------- | ----------------------- | ----------------------- |
| Num                     | Coureur                 | Pos                     |
| 51                      | James Piccoli (CAN)     | 43e                     |
| 52                      | Sebastian Berwick (AUS) | AB-1                    |
| 53                      | Edo Goldstein (ISR)     | 57e                     |
| 54                      | Reto Hollenstein (SUI)  | 59e                     |
| 55                      | Guy Niv (ISR)           | 75e                     |
| 56                      | Oded Kogut (ISR)        | 98e                     |

| Bahrain Victorious TBV | Bahrain Victorious TBV    | Bahrain Victorious TBV |
| ---------------------- | ------------------------- | ---------------------- |
| Num                    | Coureur                   | Pos                    |
| 61                     | Pello Bilbao (ESP)        | 2e                     |
| 62                     | Phil Bauhaus (GER)        | NP-0                   |
| 63                     | Heinrich Haussler (AUS)   | 66e                    |
| 64                     | Filip Maciejuk (POL)      | 62e                    |
| 65                     | Jonathan Milan (ITA)      | 84e                    |
| 66                     | Hermann Pernsteiner (AUT) | 13e                    |

| Lotto-Soudal LTS | Lotto-Soudal LTS                  | Lotto-Soudal LTS |
| ---------------- | --------------------------------- | ---------------- |
| Num              | Coureur                           | Pos              |
| 71               | Caleb Ewan (AUS)                  | AB-4             |
| 72               | Matthew Holmes (GBR)              | 29e              |
| 73               | Reinardt Janse van Rensburg (RSA) | AB-4             |
| 74               | Roger Kluge (GER)                 | AB-4             |
| 75               | Sylvain Moniquet (BEL)            | 7e               |
| 76               | Harm Vanhoucke (BEL)              | AB-4             |

| Alpecin-Deceuninck AFC | Alpecin-Deceuninck AFC    | Alpecin-Deceuninck AFC |
| ---------------------- | ------------------------- | ---------------------- |
| Num                    | Coureur                   | Pos                    |
| 81                     | Maurice Ballerstedt (GER) | 80e                    |
| 82                     | Tobias Bayer (AUT)        | 56e                    |
| 83                     | Alexander Krieger (GER)   | 68e                    |
| 84                     | Jakub Mareczko (ITA)      | HD-1                   |
| 85                     | Scott Thwaites (GBR)      | 65e                    |
| 86                     | Henri Uhlig (GER)         | 74e                    |

| UAE Team Emirates UAD | UAE Team Emirates UAD        | UAE Team Emirates UAD |
| --------------------- | ---------------------------- | --------------------- |
| Num                   | Coureur                      | Pos                   |
| 91                    | Fernando Gaviria (COL)       | AB-2                  |
| 92                    | George Bennett (NZL)         | 15e                   |
| 93                    | Mikkel Norsgaard Bjerg (DEN) | 17e                   |
| 94                    | Alessandro Covi (ITA)        | 67e                   |
| 95                    | Davide Formolo (ITA)         | 10e                   |
| 96                    | Felix Groß (GER)             | 87e                   |

| Allemagne GER | Allemagne GER       | Allemagne GER |
| ------------- | ------------------- | ------------- |
| Num           | Coureur             | Pos           |
| 101           | Simon Geschke       | 27e           |
| 102           | Pirmin Benz         | 79e           |
| 103           | Moritz Kretschy     | 91e           |
| 104           | Jannis Peter        | 30e           |
| 105           | Jonas Rapp          | 58e           |
| 106           | Tim Torn Teutenberg | 72e           |

| AG2R Citroën Team ACT | AG2R Citroën Team ACT   | AG2R Citroën Team ACT |
| --------------------- | ----------------------- | --------------------- |
| Num                   | Coureur                 | Pos                   |
| 111                   | Greg Van Avermaet (BEL) | 41e                   |
| 112                   | Clément Berthet (FRA)   | 23e                   |
| 113                   | Geoffrey Bouchard (FRA) | 12e                   |
| 114                   | Lilian Calmejane (FRA)  | 37e                   |
| 115                   | Lawrence Naesen (BEL)   | 71e                   |
| 116                   | Michael Schär (SUI)     | 28e                   |

| Trek-Segafredo TFS | Trek-Segafredo TFS            | Trek-Segafredo TFS |
| ------------------ | ----------------------------- | ------------------ |
| Num                | Coureur                       | Pos                |
| 121                | Bauke Mollema (NED)           | 26e                |
| 122                | Tony Gallopin (FRA)           | AB-4               |
| 123                | Amanuel Ghebreigzabhier (ERI) | 96e                |
| 124                | Asbjørn Hellemose (DEN)       | 45e                |
| 125                | Mattias Skjelmose (DEN)       | AB-4               |
| 126                | Simon Pellaud (SUI)           | 69e                |

| EF Education-EasyPost EFE | EF Education-EasyPost EFE  | EF Education-EasyPost EFE |
| ------------------------- | -------------------------- | ------------------------- |
| Num                       | Coureur                    | Pos                       |
| 131                       | Alberto Bettiol (ITA)      | 11e                       |
| 132                       | Ruben Guerreiro (POR)      | 3e                        |
| 133                       | Odd Christian Eiking (NOR) | 39e                       |
| 134                       | Ben Healy (IRL)            | 50e                       |
| 135                       | Sean Quinn (USA)           | AB-4                      |
| 136                       | Jonas Rutsch (GER)         | 63e                       |

| B&B Hotels-KTM BBK | B&B Hotels-KTM BBK          | B&B Hotels-KTM BBK |
| ------------------ | --------------------------- | ------------------ |
| Num                | Coureur                     | Pos                |
| 141                | Sebastian Schönberger (AUT) | 34e                |
| 142                | Alan Boileau (FRA)          | 24e                |
| 143                | Maxime Chevalier (FRA)      | 20e                |
| 144                | Miguel Heidemann (GER)      | 48e                |
| 145                | Quentin Jauregui (FRA)      | AB-2               |
| 146                | Jérémy Lecroq (FRA)         | 86e                |

| Movistar Team MOV | Movistar Team MOV                  | Movistar Team MOV |
| ----------------- | ---------------------------------- | ----------------- |
| Num               | Coureur                            | Pos               |
| 151               | Iván Sosa (COL)                    | 9e                |
| 152               | Juri Hollmann (GER)                | NP-4              |
| 153               | Max Kanter (GER)                   | NP-4              |
| 154               | Antonio Pedrero (ESP)              | 8e                |
| 155               | Óscar Rodríguez Garaicoechea (ESP) | 35e               |
| 156               | Einer Rubio (COL)                  | 18e               |

| Jumbo-Visma TJV | Jumbo-Visma TJV          | Jumbo-Visma TJV |
| --------------- | ------------------------ | --------------- |
| Num             | Coureur                  | Pos             |
| 161             | Olav Kooij (NED)         | NP-1            |
| 162             | Lars Boven (NED)         | 42e             |
| 163             | Tobias Foss (NOR)        | 31e             |
| 164             | Gijs Leemreize (NED)     | 14e             |
| 165             | Tosh Van der Sande (BEL) | 51e             |
| 166             | Mick van Dijke (NED)     | 40e             |

| Dauner-AKKON TDA | Dauner-AKKON TDA          | Dauner-AKKON TDA |
| ---------------- | ------------------------- | ---------------- |
| Num              | Coureur                   | Pos              |
| 171              | Frederik Rassmann (GER)   | 83e              |
| 172              | Roman Duckert (GER)       | 61e              |
| 173              | Paul Gehrke (GER)         | AB-4             |
| 174              | Jonas Messerschmidt (GER) | 49e              |
| 175              | Byron Munton (RSA)        | AB-4             |
| 176              | Noé Ury (LUX)             | 90e              |

| Team Lotto-Kern Haus LKH | Team Lotto-Kern Haus LKH | Team Lotto-Kern Haus LKH |
| ------------------------ | ------------------------ | ------------------------ |
| Num                      | Coureur                  | Pos                      |
| 181                      | Jakob Gessner (GER)      | 81e                      |
| 182                      | Jan Hugger (GER)         | 64e                      |
| 183                      | Joshua Huppertz (GER)    | 94e                      |
| 184                      | Marcel Meisen (GER)      | 95e                      |
| 185                      | Alexander Tarlton (GER)  | 38e                      |
| 186                      | Ole Theiler (GER)        | 93e                      |

| Saris Rouvy Sauerland Team SVL | Saris Rouvy Sauerland Team SVL  | Saris Rouvy Sauerland Team SVL |
| ------------------------------ | ------------------------------- | ------------------------------ |
| Num                            | Coureur                         | Pos                            |
| 191                            | Johannes Adamietz (GER)         | 22e                            |
| 192                            | Julian Borresch (GER)           | 77e                            |
| 193                            | Jon Knolle (GER)                | 89e                            |
| 194                            | Per Christian Münstermann (GER) | 82e                            |
| 195                            | Abram Stockman (BEL)            | 52e                            |
| 196                            | Michiel Stockman (BEL)          | 70e                            |